# Sublevación de Abril

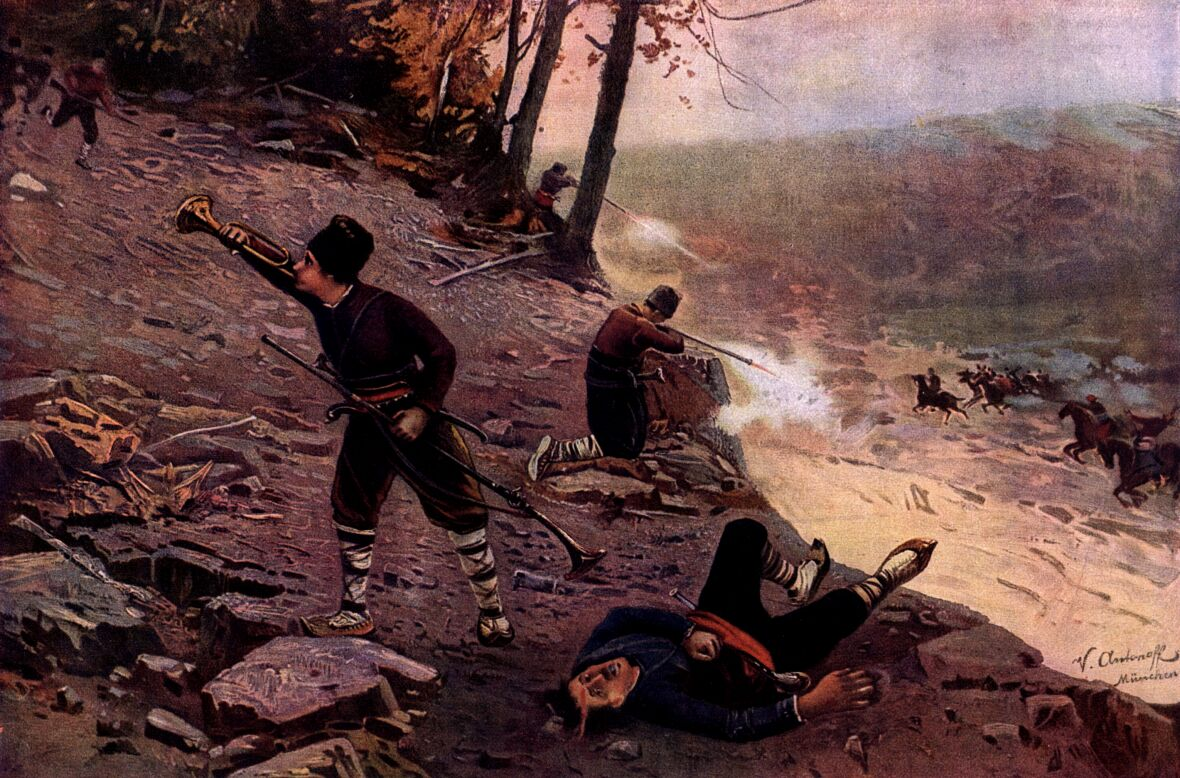
Rebeldes búlgaros en 1876

La sublevación de Abril, o levantamiento de Abril (en búlgaro: Априлско въстание, Aprilsko vastanie), fue una insurrección organizada por los búlgaros del Imperio otomano entre abril y mayo de 1876, que tuvo como resultado, indirectamente, la independencia de Bulgaria en 1878. Fue la última y de mayor alcance de una serie de revueltas que habían tenido lugar en Bulgaria contra el poder otomano. Sin embargo, se produjo sólo en algunos territorios (Sliven, Triavna, Batak, Klisura).
Aplastada por el ejército otomano, supuso la declaración de guerra del Imperio ruso al año siguiente, en la Guerra ruso-turca (1877-1878).
Terminó con la independencia búlgara mediante el Tratado de San Stefano de 1878, sin embargo, esto llevo al Congreso de Berlín en julio de 1878 debido a las preocupaciones de las grandes potencias europeas, reduciendo el territorio búlgaro, estableciendo el Principado autónomo de Bulgaria.